# 石橋紀子
石橋 紀子（いしばし のりこ、1970年5月5日 - ）は、日本の元女子サッカー選手。元サッカー日本女子代表。

## 来歴
伊賀上野くの一FC、プリマハムFCくの一でプレー。サッカー日本女子代表では、1989年12月の1989 AFC女子選手権で代表に選出された。12月24日、グループステージ3試合目のネパール代表との試合で途中出場でデビューした。このデビュー戦で日本は14-0で勝ち、石橋も1得点を決めた。石橋の出場機会はこの1試合だけだったが、日本はこの大会で3位となった。その後、1989 AFC女子選手権でも代表に選出され、2試合に途中出場した。日本は準優勝だった。日本代表での出場は、通算でこれら3試合、国際Aマッチ以外も含むと5試合2得点だった。

## 代表歴
- 1989年12月24日 - A代表初出場 - ネパール戦
- 1989年12月24日 - A代表初得点 - ネパール戦（同上）

### 出場大会など
- 1989 AFC女子選手権（3位）
- 1991 AFC女子選手権（準優勝）

### 試合数
- 国際Aマッチ 3試合 1得点（1989-1991）

| 日本代表 | 国際Aマッチ | 国際Aマッチ |
| 年       | 出場        | 得点        |
| -------- | ----------- | ----------- |
| 1989     | 1           | 1           |
| 1990     | 0           | 0           |
| 1991     | 2           | 0           |
| 通算     | 3           | 1           |

### 出場
| # | 開催日         | 開催地 | 会場             | 相手         | 結果  | 監督   | 大会         |
| - | -------------- | ------ | ---------------- | ------------ | ----- | ------ | ------------ |
| 1 | 1989年12月24日 | 香港   |                  | 香港         | ○14-0 | 鈴木保 | アジア選手権 |
| 2 | 1991年06月01日 | 福岡県 | 福岡県営春日公園 | マレーシア   | ○12-0 | 鈴木保 | アジア選手権 |
| 3 | 1991年06月03日 | 福岡県 | 平和台陸上競技場 | シンガポール | ○10-0 | 鈴木保 | アジア選手権 |

### 得点
| # | 開催年月日     | 開催地 | 対戦国   | 勝敗   | 試合概要           |
| - | -------------- | ------ | -------- | ------ | ------------------ |
| 1 | 1989年12月24日 | 香港   | ネパール | ○ 14-0 | 1989 AFC女子選手権 |